# سنقر خاکسترگون
سنقر خاکسترگون (نام علمی: Circus cinereus) یک پرنده شکاری آمریکای جنوبی از خانواده سنقرها است. دامنه زادآوری از تیرا دل فوئگو از طریق آرژانتین و شیلی تا بولیوی، پاراگوئه، پرو و جنوب برزیل را شامل می‌شود و در سراسر آند در شمال به کلمبیا کشیده می‌شود. جمعیت این پرنده رو به کاهش است اما به دلیل گستره پهناوری که دارد، آسیب‌پذیر به‌شمار نمی‌رود. اصطلاح سینره که از کلمه لاتین به معنی خاکستر گرفته شده است، رنگ آن را توصیف می‌کند.